# 카자흐스탄 공화국 국가
《카자흐스탄 공화국 국가》(카자흐어: Қазақстан Республикасының Мемлекеттік Әнұраны)는 1992년부터 2006년까지 사용된 카자흐스탄의 국가이다. 무칸 퇼레바예프, 예브게니 브루실롭스키, 라티프 하미디가 작곡한 《카자흐 소비에트 사회주의 공화국의 국가》에 가사만 바꿨다. 2006년에 《나의 카자흐스탄》이 카자흐스탄의 국가로 새로 지정되면서 폐지되었다.

## 가사
1절
Жаралған намыстаң қаһарман халықпыз,
Азаттық жолында жалындап жаныппыз.
Тағдырдың тезінен, тозақтың өзінен
Аман–сау қалыппыз, аман–сау қалыппыз.
후렴
Еркіндік қыраны, шарықта,
Елдікке шақырып тірлікте!
Алыптың қуаты — халықта,
Халықтың қуаты — бірлікте!
2절
Ардақтап анасын, құрметтеп данасын,
Бауырға басқанбыз баршаның баласын.
Татулық, достықтың киелі бесігі —
Мейірбан Ұлы Отан, қазақтың даласы!
3절
Талайды өткердік, өткенге салауат,
Келешек ғажайып, келешек ғаламат!
Ар–ождаң, ана тіл, өнеге–салтымыз,
Ерлік те, елдік те ұрпаққа аманат!

## 한국어 해석
1절
우리는 용맹한 민족이리라, 명예로운 자손이리라.
우리의 자유를 얻기 위해 모두를 희생했다네.
악의에 찬 운명의 손아귀에서, 지옥의 불에서,
우리는 영광과 성공의 승리를 거두었다네.
후렴
자유의 독수리여, 날아올라라!
국민을 단결시키자!
영웅과 같은 사람들의 힘은
조국을 하나로 단결시키는 힘이리라!
2절
어머니를 존중하리라, 사람들의 천재성을 기리리라.
우리는 어려운 시기에 모두에게 팔을 벌렸다네.
카자흐스탄의 초원은 사랑하는 조국일세.
이 곳은 우정과 연대의 성스러운 요람일세!
3절
우리는 고난을 이겨내고 과거를 하나의 교훈으로 삼으리라.
우리는 경이롭고 빛나는 미래를 맞이하리라.
우리에게는 언어, 전통과 주권이 있다네.
우리 함께 다음 세대에게 물려주자!